# Henri Leonetti
Pour les articles homonymes, voir Leonetti.
Jean Leonetti dit Henri Leonetti, né le 6 janvier 1937 à Marseille, ville où il est mort le 24 février 2018,, est un footballeur français.
Il est le frère du footballeur Jean-Louis Leonetti.

## Biographie
Henri Leonetti dispute vingt matchs en Division 1 et trente-neuf matchs en Division 2 sous les couleurs de l'Olympique de Marseille.